# گفتار در روش

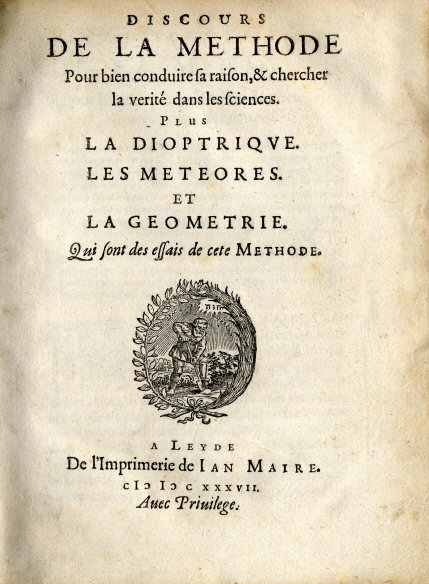
گفتار در روش

گفتار در روش (به فرانسوی: Discours de la méthode) یک شرح حال و متن فلسفی است که توسط رنه دکارت در سال ۱۶۳۷ منتشر شده است. عنوان کامل کتاب گفتار در روش درست به کار بردن عقل و جستجوی حقیقت در علوم (به فرانسوی: Discours de la méthode pour bien conduire sa raison, et chercher la vérité dans les sciences) است. دکارت این کتاب را به زبان فرانسوی نوشته است. متن مُنَقح ترجمه محمد علی فروغی از این کتاب در سال‌های اخیر، با شرح و مقدمه اتین ژیلسون به ترجمه سیداشکان خطیبی، از سوی نشر مرکز دوباره به چاپ رسیده است.

## زبان کتاب
دکارت این کتاب را مستقیماً به زبان فرانسوی نوشت تا با سنت مرسوم کتابت متون علمی به زبان لاتین مخالفت کند. برای همین، نخستین دانشمندی شد که در عصر جدید به زبان مادری کتاب علمی تألیف کرد و زبان لاتین را، که تا آن زمان تنها وسیلهٔ بیان و تحریر مطالب فلسفی و علمی بود، کنار گذاشت.

## محتویات
این گفتار در شش بخش نوشته شده است که دکارت آن‌ها را به این صورت تقسیم‌بندی می‌کند:
1. ملاحظات مختلف مربوط به علوم
2. قواعد اصلی روشی که نویسنده پی گرفته است.
3. برخی از احکام و قواعد اخلاقی که وی از این روش استنباط کرده است.
4. استدلال‌هایی که نویسنده با آن‌ها وجود خدا و نفس انسان را اثبات می‌کند، که بر آن اساس، متافیزیک خود را پی‌ریزی می‌کند.
5. ترتیب مسائلی که نویسنده در علوم طبیعی تحقیق کرده است، به خصوص دربارهٔ حرکت قلب و برخی مشکلات دیگر در حوزه طب، و همچنین در باب تفاوت بین نفس انسان و جانوران نازل‌تر.
6. آنچه نویسنده معتقد است، برای پیشرفت بیشتر در تحقیقات علوم طبیعی لازم است، بغیر از آنچه تاکنون انجام شده است، و در نهایت دلایلی که او را وادار به نوشتن این کتاب کرده است.

## ترجمهٔ فارسی کتاب
این کتاب اول بار در ۱۲۷۹ هجری قمری و به دستور آرتور دو گوبینو به دست ملا لاله‌زار با همکاری امیل برنه تحت عنوان «حکمت ناصریه» و با غلط‌های فراوان به فارسی ترجمه شد.
در این ترجمه نام مؤلف «دیاکرت» نوشته شده و حتی تاریخ درگذشت دکارت ۱۶۱۵ ذکر شده درحالی که صحیح آن ۱۶۵۰ است و از دو گوبینو به عنوان کانت دوقوبینو، «وزیر مختار و ایلچی مخصوص دولت فرانسه» نام برده شده است.
ترجمه دیگری هم از سوی افضل‌الملک کرمانی از روی متن ترجمه شده ترکی انجام شده که هیچگاه چاپ نشد.
ترجمهٔ دیگر کتاب از محمدعلی فروغی است و در آغاز به‌عنوان ضمیمهٔ جلد اول کتاب عنوان «سیر حکمت در اروپا» منتشر شد.